# Крейг, Роберт Робертсон
Роберт Робертсон «Боб» Крейг (англ. Robert Robertson "Bob" Craig; 1 сентября 1881, Сидней — 5 марта 1935, Петершэм) — австралийский регбист и игрок в регбилиг, выступавший на позиции хукера и лока. Чемпион летних Олимпийских игр 1908 в составе сборной Австралазии. Победитель чемпионата Нового Южного Уэльса по регбилиг 1916 года. Также известен как пловец, ватерполист и футболист.

## Регбийная карьера
Крейг был известен в начале XX века как один из выдающихся спортсменов по нескольким видам спорта Австралии: восемь раз он выигрывал чемпионаты Нового Южного Уэльса по плаванию с 1899 по 1906 годы, четыре раза выигрывал чемпионат Сиднея, а в 1905 году выиграл кубок Нового Южного Уэльса по футболу в составе клуба «Балмейн». В регби-15 он выступал за команду «Балмейн» и сборную Нового Южного Уэльса (сыграл 4 матча за последнюю), играл за команду Нового Южного Уэльса против «Британских и ирландских львов» во время их турне 1908 года по Австралии и Новой Зеландии.
Крейг участвовал в 1908—1909 годах турне австралийской сборной по Великобритании. Во время турне он, представляя команду Австралазии, провёл 26 октября 1908 года матч в рамках регбийного турнира летних Олимпийских игр в Лондоне, в котором команда Австралазии обыграла команду Великобритании со счётом 32:3. Также 12 декабря 1908 года сыграл единственный тестовый матч в карьере за австралийскую сборную против Уэльса (поражение 6:9).

## Карьера в регбилиг
После Олимпиады Боб Крейг перешёл в другой вид спорта, регбилиг, утратив статус любителя и став профессионалом. В 1910—1919 годах он играл за команду «Балмен Тайгерс», став одним из самых возрастных игроков Национальной регбийной лиги. С 1915 по 1919 годы он четыре раза подряд выиграл чемпионат Нового Южного Уэльса в составе этой команды. В 1910—1911 годах провёл два матча за команду Нового Южного Уэльса. 18 июня 1910 года Крейг дебютировал за сборную Австралии по регбилиг в первом из двух тест-матчей против Великобритании вместе с Чарльзом Расселлом, Джоном Барнеттом, Джеком Хиккеем и Крисом Маккиваттом. В 1911—1912 годах он участвовал в турне по Великобритании, сыграв 31 матч и занеся 7 попыток: во всех трёх тест-матчах он играл на позиции нападающего второй линии. В 1914 году сыграл ещё два матча дома против Великобритании. Всего сыграл 7 тест-матчей, набрав 3 очка, и 35 матчей разных уровней за Австралию.

## После карьеры
В 1919—1922 годах Крейг занимал пост секретаря клуба «Балмейн Тайгерс» и был делегатом в Регбийной лиге Нового Южного Уэльса (англ. New South Wales Rugby Football League), а также занимал пост тренера команды штата. Некоторое время владел гостиницей Royal Hotel в Инвернелле. Из-за последствий финансового кризиса в 1930-е годы Крейг впал в депрессию и вынужден был лечь в больницу Лейхардта, где 5 марта 1935 года повесился. Прах захоронен на Руквудском кладбище. Крейг оставил жену Элеанор и троих детей.

## Комментарии
1. ↑  Сайт Sports-rereference указывает в качестве даты рождения 1881 год[2], сайт ESPN — 1885 год[1]